# Du Pont-pyramiden
Du-Pont pyramiden er en driftsøkonomisk metode for analyse af omkostningsstruktur og rentabilitet i en virksomhed. 
| Økonomi | Spire Denne artikel om økonomi er en spire som bør udbygges. Du er velkommen til at hjælpe Wikipedia ved at udvide den. |